# Eustroma nubilata
Eustroma nubilata là một loài bướm đêm trong họ Geometridae.